# فلورنسا ريس
فلورنسا ريس (بالإنجليزية: Florence Reece)‏ هي مغنية مؤلفة أمريكية، ولدت في 12 أبريل 1900 في Sharps Chapel, Tennessee ‏ في الولايات المتحدة، وتوفيت في 3 أغسطس 1986.

## وصلات خارجية
- فلورنسا ريس على موقع IMDb (الإنجليزية)
- فلورنسا ريس على موقع ميوزك برينز (الإنجليزية)
- فلورنسا ريس على موقع أول ميوزيك (الإنجليزية)
- فلورنسا ريس على موقع ديسكوغز (الإنجليزية)
- فلورنسا ريس على موقع قاعدة بيانات الفيلم (الإنجليزية)